# Festival de Cannes 1999
La 52e édition du Festival de Cannes a lieu du 12 au 23 mai 1999. La maîtresse de cérémonie fut l'actrice franco-britannique Kristin Scott Thomas.

## Déroulement et faits marquants
Lors de la cérémonie de la remise de la Palme d'or, l'actrice Sophie Marceau, voulant improviser alors qu'on lui a préparé plusieurs discours, se lance dans des propos des plus confus, évoquant pêle-mêle un « Cannes chiant » ou « enfants gravement malades », si bien qu'une partie du public la siffle tandis que les jurés se décomposent.

## Jurys

### Compétition
- David Cronenberg, réalisateur, président du jury -  Canada
- Dominique Blanc, comédienne -  France
- Doris Dörrie, réalisatrice -  Allemagne
- Jeff Goldblum, comédien -  États-Unis
- Barbara Hendricks, artiste lyrique -  États-Unis- Suède
- Holly Hunter, comédienne -  États-Unis
- George Miller, réalisateur -  Australie
- Maurizio Nichetti, réalisateur -  Italie
- André Téchiné, réalisateur -  France
- Yasmina Reza, écrivain -  France

### Caméra d'or
- Michel Piccoli, comédien, président du jury
- Peter von Bagh, critique
- Jean-Pierre Beauviala, ingénieur et électronicien
- Cherifa Chabane, critique
- Caroline Champetier, directrice photo
- Paola Malanga, critique
- José Maria Riba, critique
- Marie Vermillard, réalisatrice

### Cinéfondation et courts métrages
- Thomas Vinterberg, réalisateur, président du jury
- Cédric Klapisch, réalisateur
- Virginie Ledoyen, comédienne
- Walter Salles, réalisateur
- Greta Scacchi, comédienne

## Sélections

### Sélection officielle

#### Compétition
La sélection officielle en compétition se compose de 22 films :
| Titre                                                        | Réalisation                                        | Pays        | Distribution                                  |
| ------------------------------------------------------------ | -------------------------------------------------- | ----------- | --------------------------------------------- |
| Tout sur ma mère                                             | Pedro Almodóvar                                    | Espagne     | Cecilia Roth, Marisa Paredes, Penélope Cruz   |
| La Nourrice                                                  | Marco Bellocchio                                   | Italie      | Maya Sansa, Fabrizio Bentivoglio              |
| Pola X                                                       | Leos Carax                                         | France      | Guillaume Depardieu, Delphine Chuillot        |
| Rosetta                                                      | Jean-Pierre Dardenne, Luc Dardenne                 | Belgique    | Émilie Dequenne, Olivier Gourmet              |
| La Lettre                                                    | Manoel de Oliveira                                 | Portugal    | Françoise Fabian, Anny Romand                 |
| L'humanité                                                   | Bruno Dumont                                       | France      | Séverine Caneele, Emmanuel Schotté            |
| Le Voyage de Félicia                                         | Atom Egoyan                                        | Canada      | Bob Hoskins, Elaine Cassidy                   |
| Kadosh                                                       | Amos Gitaï                                         | Israël      | Yaël Abecassis, Yoram Hattab                  |
| 8 femmes ½                                                   | Peter Greenaway                                    | Royaume-Uni | John Standing, Toni Collette                  |
| Les Contes de Kish                                           | Abolfazl Jalili, Mohsen Makhmalbaf, Nasser Taghvai | Iran        | Mohamad Babhan, Norieh Mahigiran              |
| Ghost Dog : La Voie du samouraï                              | Jim Jarmusch                                       | États-Unis  | Forest Whitaker, Tricia Vessey                |
| L'Empereur et l'Assassin                                     | Chen Kaige                                         | Chine       | Li Xuejian, Zhang Feng Yi                     |
| L'Été de Kikujiro                                            | Takeshi Kitano                                     | Japon       | Takeshi Kitano, Yusuke Sekiguchi              |
| Love Will Tear Us Apart (en compétition pour la Caméra d'or) | Yu Lik-wai                                         | Hong Kong   | Rolf Chow, Wong Ning                          |
| Une histoire vraie                                           | David Lynch                                        | États-Unis  | Richard Farnsworth, Sissy Spacek              |
| Nos vies heureuses (en compétition pour la Caméra d'or)      | Jacques Maillot                                    | France      | Marie Payen, Camille Japy                     |
| Pas de lettre pour le colonel                                | Arturo Ripstein                                    | Mexique     | Fernando Luján, Salma Hayek                   |
| Broadway, 39e rue                                            | Tim Robbins                                        | États-Unis  | John Cusack, Hank Azaria                      |
| Le Temps retrouvé                                            | Raoul Ruiz                                         | France      | Catherine Deneuve, Emmanuelle Béart           |
| Limbo                                                        | John Sayles                                        | États-Unis  | David Strathairn, Mary Elizabeth Mastrantonio |
| Moloch                                                       | Alexandre Sokourov                                 | Russie      | Leonid Mosgovoi, Elena Rufanova               |
| Wonderland                                                   | Michael Winterbottom                               | Royaume-Uni | Stuart Townsend, John Simm                    |

#### Un certain regard
La section Un certain regard comprend 23 films :
| Titre                                                                 | Réalisation                          | Pays                   | Distribution                               |
| --------------------------------------------------------------------- | ------------------------------------ | ---------------------- | ------------------------------------------ |
| Garage Olimpo                                                         | Marco Bechis                         | Argentine              | Antonella Costa, Carlos Echevarría         |
| Nadia et les Hippopotames                                             | Dominique Cabrera                    | France                 | Ariane Ascaride, Thierry Frémont           |
| L'Autre                                                               | Youssef Chahine                      | Égypte                 | Nabila Obeid, Hanan Tork                   |
| Partagerait bonheur...                                                | Chen Kuo-fu                          | Taïwan                 | Rene Liu                                   |
| Peau neuve                                                            | Émilie Deleuze                       | France                 | Samuel Le Bihan, Claire Nebout             |
| Beautiful People                                                      | Jasmin Dizdar                        | Royaume-Uni            | Rosalind Ayres, Julian Firth (en)          |
| Away with Words                                                       | Christopher Doyle                    | Hong Kong Japon        | Tadanobu Asano                             |
| Les Passagers                                                         | Jean-Claude Guiguet                  | France                 | Fabienne Babe, Bruno Putzulu               |
| Vanaprastham, la dernière danse                                       | Shaji N. Karun                       | Allemagne France Inde  | Mohanlal, Suhasini                         |
| La Route des petits voyous                                            | Masahiro Kobayashi                   | Japon                  | Akira Emoto, Kippei Shiina                 |
| March of Happiness                                                    | Lin Cheng-sheng                      | Taïwan                 | Giong Lim                                  |
| L'Honneur des Winslow                                                 | David Mamet                          | Royaume-Uni États-Unis | Nigel Hawthorne, Jeremy Northam            |
| Babylon, USA                                                          | Eric Mendelsohn                      | États-Unis             | Edie Falco, Julie Kavner                   |
| Les Noces de Dieu                                                     | João César Monteiro                  | Portugal               | Rita Durão, João César Monteiro            |
| The Shade                                                             | Raphaël Nadjari                      | France États-Unis      | Richard Edson                              |
| Le Trône de la mort                                                   | Murali Nair                          | Inde                   | Lakshmi Raman                              |
| Le Dernier Harem                                                      | Ferzan Özpetek                       | Italie Turquie France  | Marie Gillain, Alex Descas, Valeria Golino |
| Ratcatcher                                                            | Lynne Ramsay                         | Royaume-Uni            | William Eadie, Tommy Flanagan              |
| Berezina ou les Derniers Jours de la Suisse                           | Daniel Schmid                        | Suisse                 | Yelena Panova, Geraldine Chaplin           |
| La Genèse                                                             | Cheick Oumar Sissoko                 | Mali                   | Sotigui Kouyaté, Salif Keïta               |
| Sicilia!                                                              | Jean-Marie Straub et Danièle Huillet | Italie France          | Gianni Buscarino                           |
| If I Give you my Humbleness, Don't Take away my Pride (court-métrage) | Karin Westerlund                     | Suisse                 |                                            |
| So Close to Paradise                                                  | Wang Xiaoshuai                       | Chine                  | Shi Yu, Guo Tao                            |

#### Hors compétition
| Titre                                    | Réalisation       | Pays        | Distribution                         |
| ---------------------------------------- | ----------------- | ----------- | ------------------------------------ |
| Le Barbier de Sibérie (film d'ouverture) | Nikita Mikhalkov  | Russie      | Oleg Menchikov, Julia Ormond         |
| Haute Voltige                            | Jon Amiel         | États-Unis  | Sean Connery, Catherine Zeta-Jones   |
| Ennemis intimes                          | Werner Herzog     | Allemagne   | Werner Herzog, Klaus Kinski          |
| En direct sur Edtv                       | Ron Howard        | États-Unis  | Matthew McConaughey, Woody Harrelson |
| Adieu, plancher des vaches !             | Otar Iosseliani   | France      | Nico Tarielashvili, Lily Lavina      |
| Dogma                                    | Kevin Smith       | États-Unis  | Ben Affleck, Matt Damon              |
| L'Anglais                                | Steven Soderbergh | États-Unis  | Terence Stamp, Peter Fonda           |
| Un mari idéal (film de clôture)          | Oliver Parker     | Royaume-Uni | Jeremy Northam, Rupert Everett       |

#### Cinéfondation
Voir la sélection de la Cinéfondation.

### Quinzaine des réalisateurs

#### Longs métrages
- À mort la mort ! de Romain Goupil (film d'ouverture)
- Agnes Browne d'Anjelica Huston
- Charisma de Kiyoshi Kurosawa
- Fish and Chips de Damien O'Donnell
- El entusiasmo de Ricardo Larraín
- Fever d'Alex Winter
- Haut les cœurs ! de Sólveig Anspach
- Heian Zhi Guang de Chang Tso-chi
- Kiemas de Valdas Navasaitis
- La Petite Vendeuse de soleil et Le Franc de Djibril Diop Mambety (hommage)
- Le Bleu des villes de Stéphane Brizé
- Les convoyeurs attendent de Benoît Mariage
- M/Other de Nobuhiro Suwa
- Phörpa de Khyentse Norbu
- Qui plume la lune ? de Christine Carrière
- Scenery de Zhao Jisong
- Sud de Chantal Akerman
- Summer of Sam de Spike Lee
- Le Projet Blair Witch de Daniel Myrick et Eduardo Sánchez
- Les Cinq Sens de Jeremy Podeswa
- The Last September de Deborah Warner
- Virgin Suicides de Sofia Coppola
- The War Zone de Tim Roth
- Voyages d'Emmanuel Finkiel
- Wege in die Nacht d'Andreas Kleinert

#### Courts métrages
- La Tentation de l'innocence de Fabienne Godet
- Le Premier pas de Florence Vignon
- Marée haute de Caroline Champetier
- O Trouble de Sylvia Calle
- Un château en Espagne de  Delphine Gleize
- Un petit air de fête d'Éric Guirado

### Semaine de la critique

#### Longs métrages
- Flores de otro mundo d'Iciar Bollain (Espagne)
- Belo Odelo (Le Costume blanc) de Lazar Ristovski (Yougoslavie)
- Siam Sunset de John Polson (Australie)
- Hold Black The Night de Phil Davis (Royaume-Uni)
- 7/25 Nana-Ni-Go de Wataru Hayakawa (Japon)
- Gemide (On board) de Serdar Akar (Turquie)
- Strange Fits of Passion d'Elise McCredie (Australie)

#### Courts métrages
- Circle (Dayereh) de Mohammad Shirvani (Iran)
- Dérapages de Pascal Adant (Belgique)
- Fuzzy Logic de Tom Krueger (Etats-Unis)
- The Good Son de Sean McGuire (Royaume-Uni)
- La Leçon du jour d'Irène Sohm (France)
- More de Mark Osborne (Etats-Unis)
- Shoes Off ! de Mark Sawers (Canada)

## Palmarès

### Compétition
| Prix                                   | Attribué à                             | Pays     |
| -------------------------------------- | -------------------------------------- | -------- |
| Palme d'or (à l'unanimité)             | Rosetta de Jean-Pierre et Luc Dardenne | Belgique |
| Grand Prix                             | L'humanité de Bruno Dumont             | France   |
| Prix d'interprétation masculine        | Emmanuel Schotté dans L'humanité       | France   |
| Prix d'interprétation féminine ex æquo | Séverine Caneele pour L'humanité       | Belgique |
| Prix d'interprétation féminine ex æquo | Émilie Dequenne pour Rosetta           | Belgique |
| Prix de la mise en scène               | Pedro Almodóvar pour Tout sur ma mère  | Espagne  |
| Prix du scénario                       | Iouri Arabov pour Moloch               | Russie   |
| Prix du jury                           | La Lettre de Manoel De Oliveira        | Portugal |

### Courts métrages
- Palme d'or du court métrage (à l'unanimité) : When the Day Breaks d'Amanda Forbis et Wendy Tilby
- Prix du Jury - court métrage (ex æquo) : Stop de Rodolphe Marconi et Le Pique-nique (So-Poong) de Song Il-Gon

### Prix FIPRESCI
Le prix FIPRESCI du Festival de Cannes est remis à 2 films.
| Attribué à | Réalisateur    | Pays   | Section                    |
| ---------- | -------------- | ------ | -------------------------- |
| Peau neuve | Émilie Deleuze | France | Un Certain Regard          |
| M/Other    | Nobuhiro Suwa  | Japon  | Quinzaine des Réalisateurs |

## Réception
Dans l'essai Beauté fatale, Mona Chollet note :

« En 1999, le tollé qui avait suivi l’annonce du palmarès du festival de Cannes avait constitué un quasi-aveu des critères implicites régissant la profession. Le jury, présidé par le cinéaste David Cronenberg, avait distingué Rosetta, de Luc et Jean-Pierre Dardenne, et L'Humanité, de Bruno Dumont : deux films âpres, situés respectivement en Belgique et dans le nord de la France, et ancrés dans une réalité très dure. Un prix d’interprétation féminine ex aequo était allé à Émilie Dequenne pour Rosetta et à Séverine Caneele pour L'Humanité, tandis que le prix d’interprétation masculine récompensait Emmanuel Schotté, également pour L'Humanité. Ce choix avait suscité des commentaires d’une rare violence, qui suintaient le racisme social : « Autant récompenser Babe le cochon », avait-on entendu. Les critiques contestaient ce choix en arguant qu’il ne s’agissait pas d’« acteurs professionnels » – manière de dire que ces gens-là n’avaient rien à faire dans leur monde. »